# Krasoslovje

Krasoslôvje ali krasologíja je znanstvena veda, ki se ukvarja s krasom. 
Temeljna področja krasoslovnih raziskav so:
- kraške jame,
- kraško površje,
- kraške vode
- podzemna favna.

Krasoslovje je multidisciplinarna veda, saj znanstveno pokriva področja geografije, geologije, hidrologije, fizike, kemije, biologije, speleobiologije in mikrobiologije.

## Inštitut za raziskovanje krasa
Največji raziskovalni inštitut za kras na svetu, Inštitut za raziskovanje krasa, ima sedež v Postojni.

## Znani krasoslovci
- Janez Vajkard Valvasor
- Luka Čeč
- Jovan Cvijić
- Ivan Rudolf
- France Habe
- Ivan Gams
- Adolf Schmidl
- Franz Kraus
- Boris Sket